# Zafrilla
Zafrilla ist ein Ort und eine zentralspanische Gemeinde (municipio) mit 53 Einwohnern (Stand: 2024) im Norden der Provinz Cuenca in der Autonomen Region Kastilien-La Mancha. 

## Lage und Klima
Zafrilla liegt auf der Westseite des Iberischen Gebirges in einer Höhe von ca. 1425 m. Die Provinzhauptstadt Cuenca befindet sich gut 50 Kilometer (Fahrtstrecke) westsüdwestlich. Das Klima im Winter ist gemäßigt, im Sommer dagegen warm bis heiß. Regen (563 mm/Jahr) fällt das ganze Jahr über.

## Bevölkerungsentwicklung
| Jahr      | 1970 | 1981 | 1991 | 2001 | 2011 | 2021 |
| Einwohner | 381  | 211  | 153  | 122  | 92   | 56   |

## Sehenswürdigkeiten

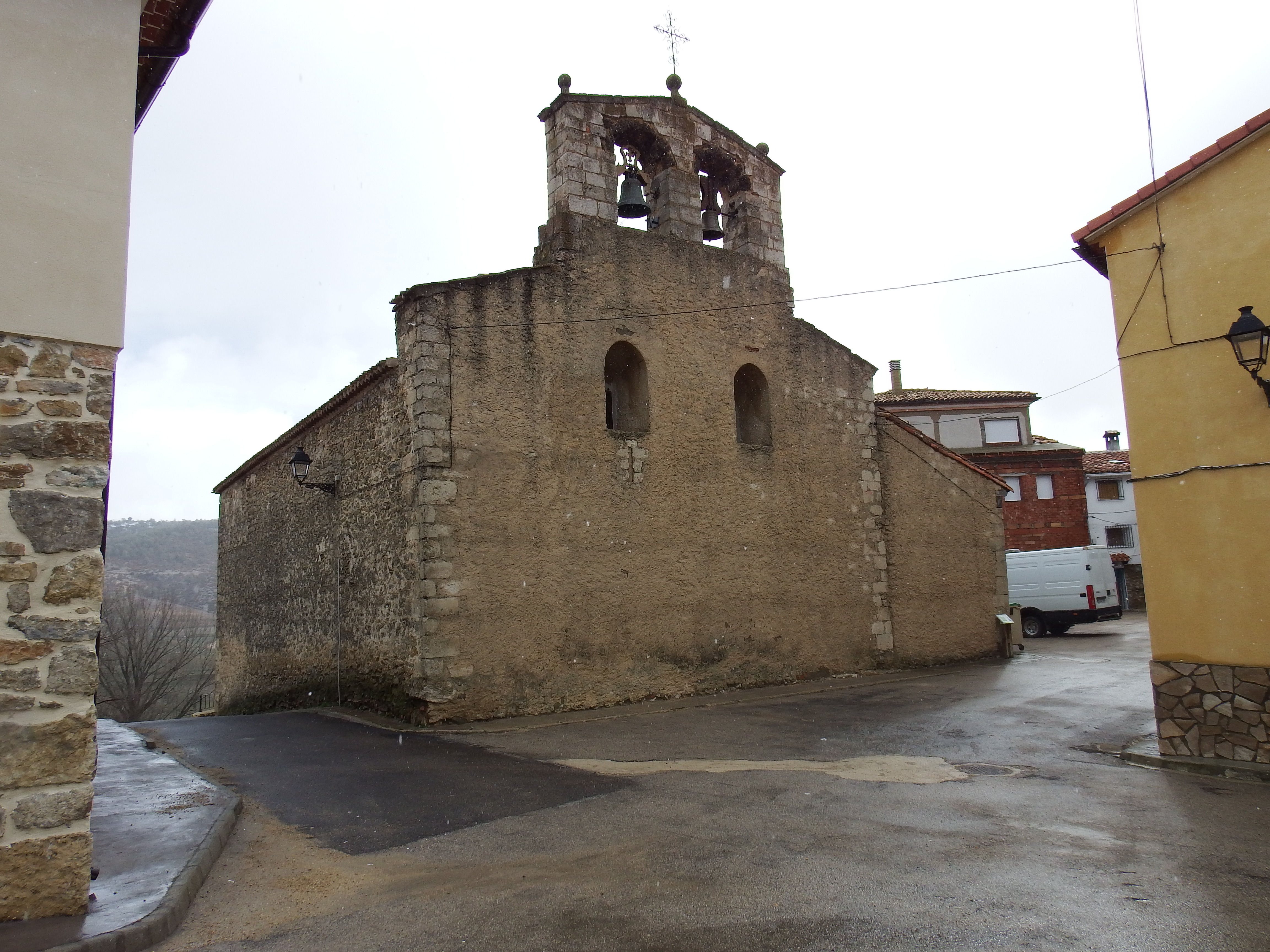
Kirche Mariä Himmelfahrt
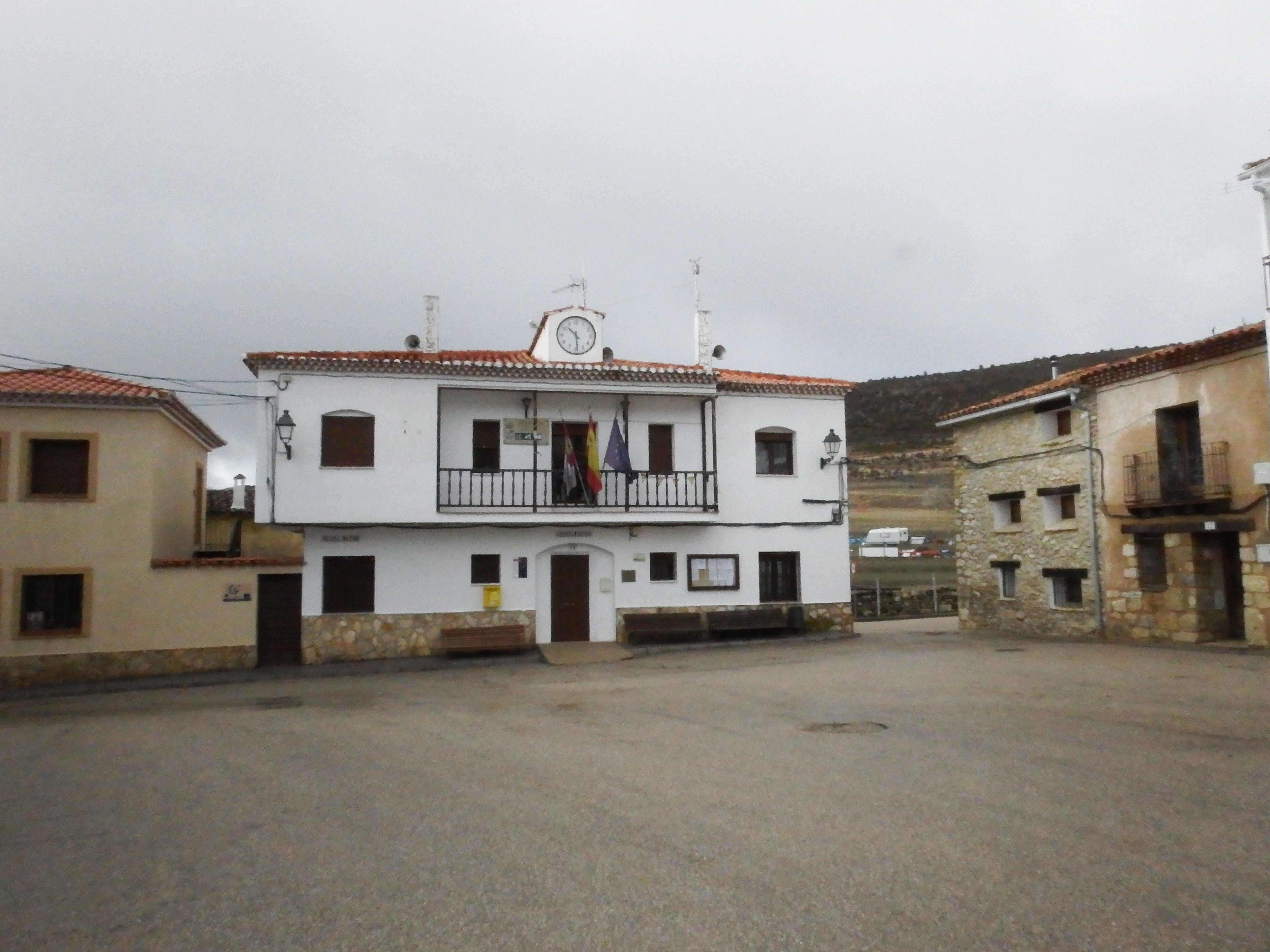
Marienkapelle

- Kirche Mariä Himmelfahrt
- Rathaus